# Fire brigade
Fire brigade is de vierde single van The Move. Het is afkomstig van hun album The Move. In het nummer zit een gitaarmotief dat rechtstreeks afkomstig is van Duane Eddy. Fire brigade was weer een inspiratie voor anderen. Sex Pistols en hun God Save the Queen en Firehouse van Kiss zijn schatplichtig aan Fire brigade.
In de verzamelbox Anthology 1966-1972 van The Move is een versie te horen met Matthew Fisher van Procol Harum op piano.

## Hitnotering
Het was tevens de vierde notering van The Move in de Britse Top 50 voor singles. Het stond elf weken genoteerd met een derde plaats als hoogste notering. In Nederland was de ontvangst lauw.

### Nederlandse Top 40
| Positie: | 39 | 37 | 40 | uit |

### NPO Radio 2 Top 2000
Fire brigade stond alleen in 2000 in de NPO Radio 2 Top 2000, op plek 1962.